# Wolkramshausen
Wolkramshausen är en ortsteil i staden Bleicherode i Landkreis Nordhausen i förbundslandet Thüringen i Tyskland. Wolkramshausen var en kommun fram till den 1 januari 2019 när den uppgick i Bleicherode . Wolkramshausen hade 88 invånare 2018.